# Volta del Raïm
La Volta del Raïm és una escultura dedicada al cava, situada a la rotonda de sortida de l'autopista AP-7, sentit nord, que dona accés a Sant Sadurní d'Anoia i Subirats (Alt Penedès). Inaugurada el 2003, obra de l'artista Cocomir, és una escultura d'acer corten i bronze, de 10 m d'alçada, que representa una gran ampolla de cava, de la qual surt bromera, sostinguda sobre unes fileres d’arcades, que recorden les caves on s'emmagatzema. És una obra conjunta entre l’Ajuntament de Sant Sadurní d’Anoia i el de Subirats, que representa una de les principals activitats econòmiques de les dues viles: la producció de cava.
La rotonda on s'ha instal·lat el monument, que s'anomena també Volta del Raïm, inclou un disseny rural a base d'un llaurat de ceps. L'obra es va fer a la mateixa foneria d'on va sortir una de les escultures de Saddam Hussein, que fins al final de la guerra va presidir el centre de Bagdad, i que una multitud va tirar a terra.